# Vintervägtjärnen (Stensele socken, Lappland, 721546-155207)
Vintervägtjärnen är en sjö i Storumans kommun i Lappland och ingår i Umeälvens huvudavrinningsområde.